# Balabac (Palawan)

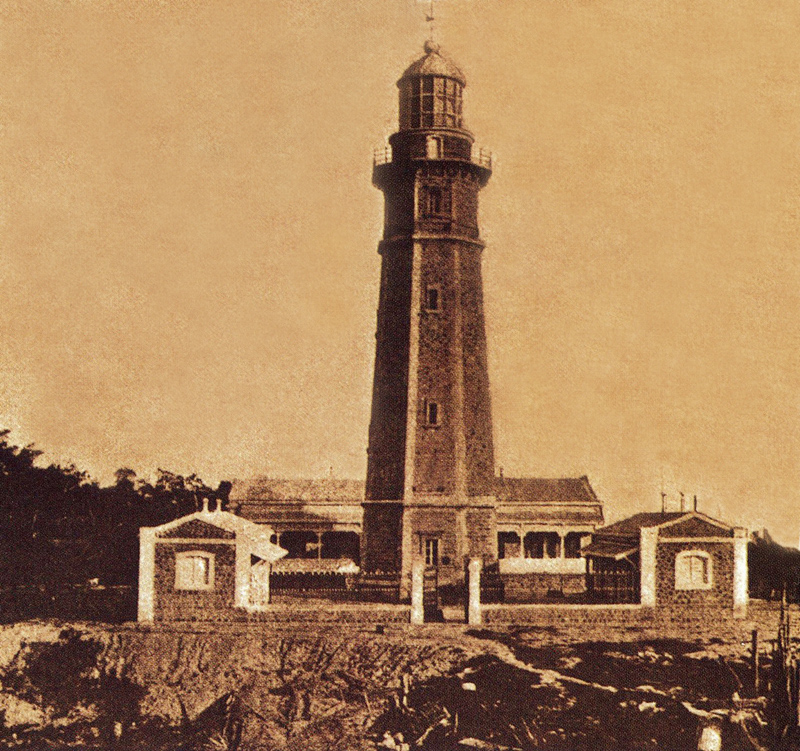
Phare de Cap Melville au sud de l'île de Balabac (1892).

Balabac est une commune de 3e classe de la province de Palawan aux Philippines, au large du cap sud de l'île de Palawan. Selon le recensement de 2010, elle a une population de 35 758 habitants. La commune comprend 30 îles, les plus grandes étant Balabac, Bancalan, Bugsuk, Mantangule, Pandanan et Ramos.

## Histoire
Balabac fut le siège politique de la province militaire et a été renommé en hommage au roi Alphonse XIII à cause de sa position stratégique. Elle est convertie de district municipal en commune à part entière le 22 juin 1957.

## Barangays
Balabac est divisée en 20 barangays:
- Agutayan
- Bugsuk (New Cagayancillo)
- Bancalaan
- Indalawan
- Catagupan
- Malaking Ilog
- Mangsee
- Melville
- Pandanan
- Pasig
- Rabor
- Ramos
- Salang
- Sebaring
- Poblacion I
- Poblacion II
- Poblacion III
- Poblacion IV
- Poblacion V
- Poblacion VI